# دشمن‌کرده
دُشمَن‌کُردهِ یکی از روستاهای شهرستان آستانه اشرفیه در استان گیلان است. این روستا در دهستان دهکاه بخش کیاشهر جای دارد. بر پایه سرشماری در سال ۱۴۰۰ جمعیت دشمن‌کرده برابر با ۳۷۰ نفر (۱۶۷ خانوار) بوده‌است.
این روستا دارای زمین ورزشی بزرگ ، کارخانه برنج‌کوبی ، مدرسه ، خانه بهداشت ، تالارپذیرایی (تاج محل) و نیز استخر پرورش ماهی بسیار بزرگ است.